# Этиологические мифы

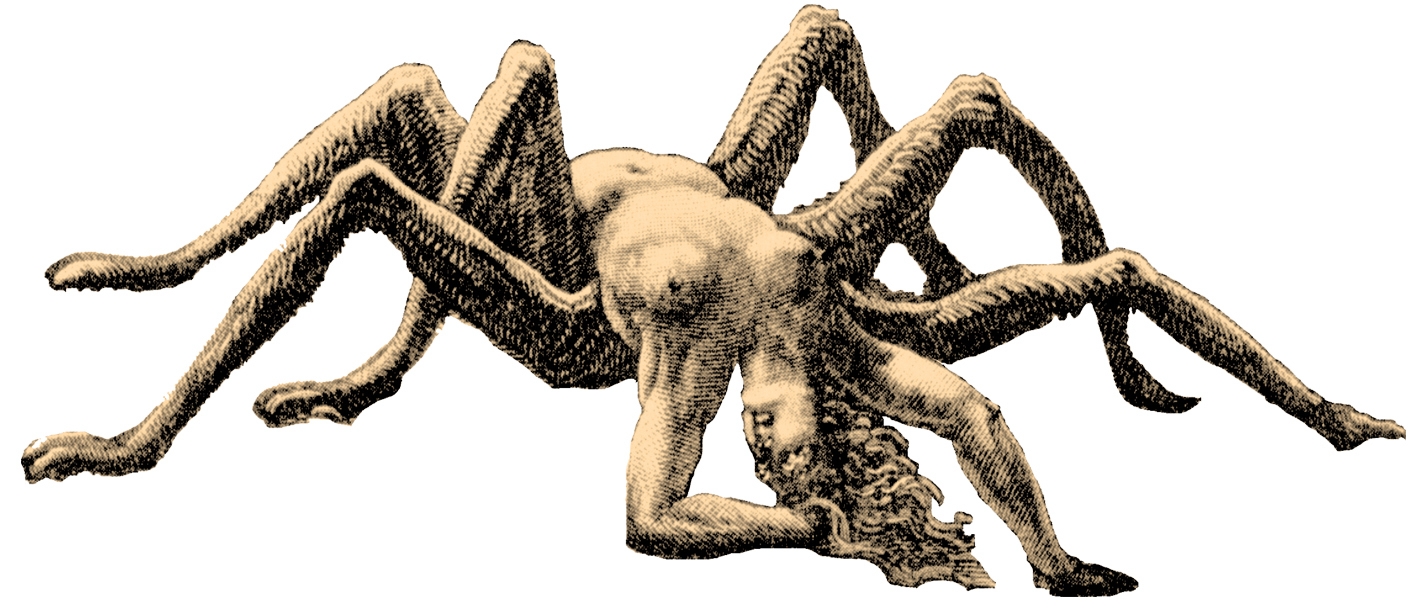
Арахна, персонаж греческого этиологического мифа. С гравюры Гюстава Доре

Этиологические мифы (от греч. αἰτία «причина» + др.-греч. λόγος «слово, учение»; букв. «причинные», то есть объяснительные), объяснительные мифы — повествования, в которых в мифологической олицетворённой форме разъясняется происхождение различных природных и культурных особенностей и социальных объектов. Широко распространены у первобытных народов. Как правило, слабо сакрализованы.

## Понятие
Этиологическая функция присуща большинству мифов и специфична для мифа как такового, что отличает миф от сказки, где, как правило, связи с элементами окружающей действительности нет.
Чаще термин «этиологические мифы» употребляется в более узком смысле, обозначая те мифы, сама суть которых сводится к объяснению происхождения чего-то существующего. Под этиологическими мифами понимаются прежде всего рассказы о происхождении некоторых животных и растений (или их частных свойств), гор и морей, небесных светил и метеорологических явлений, отдельных социальных и религиозных институтов, видов хозяйственной деятельности, а также огня, смерти и др. В этом значении этиологические мифы являются разновидностью мифов о происхождении. Могут рассматриваться как разновидность космогонических мифов (также разновидности мифов о происхождении).
Немецкий этнограф А. Йенсен противопоставляет этиологические мифы «истинным», «настоящим» (echte, wahre) мифам, отражающим подлинную сущность явления, а не только его происхождение. Содержание последних поэтому священно, в то время как этиологические мифы этого священного характера лишены.

## Разновидности

### Появление признаков животных
Наиболее примитивные этиологические мифы в большом количестве известны у австралийских аборигенов, папуасов Новой Гвинеи, андаманцев, у бушменов и др. Примерами элементарных этиологических мифов являются австралийские короткие мифы, объясняющие появление различных внешних признаков животных. Летучая мышь, заглянув в дупло дерева, наткнулась глазом на сучок, поэтому летучие мыши днём слепы. Сумчатый медведь утолял жажду у водоёма, и кенгуру отрезал ему хвост, поэтому медведь бесхвостостый. Попугай и опоссум дрались, и оба были ранены. У попугая появилась кровь на шее и груди, у опоссума — синяк на морде, чем объясняются пятна на теле этих животных.

### Происхождение животных
Ступенью выше стоят этиологические мифы, отвечающие на вопрос, откуда вообще взялись животные. В значительной части этих мифов в соответствии с тотемическими верованиями повествуется о том, что животные некогда были людьми или человекообразными существами. Этот мотив встречается и в архаической мифологии (австралийской, папуасской, мифологии индейцев Южной Америки и др.), так и в развитой мифологии. Так, античная мифология содержит большое число мифов, объясняющих происхождение животных подобным же образом. Дельфины — это жестокие тирренские корабельщики, наказанные Дионисом. Летучие мыши — дочери царя Миния, отказавшиеся от участия в мистериях Диониса. Паук — девушка Арахна, искусная ткачиха, наказанная Афиной за дерзость и самомнение.

### Происхождение природных объектов
Более высокому уровню развития соответствуют мифы, объясняющие происхождение земли и неба, моря, гор и др. Часто объяснение явления сводится к тому, что некогда было наоборот. Море когда-то было маленьким, помещалось в глиняном горшке, но по чьему-то упущению разлилось широко (миф сулка, Меланезия). Небо и земля были сначала прижаты друг к другу, но некое существо оторвало небо от земли, высоко подняв его (Новая Зеландия, Египет). У всех народов имеются этиологические мифы о происхождении солнца и его видимого суточного движения, луны и её фаз, пятен на луне, о происхождении планет, созвездий, полярного сияния и пр.

### Происхождение социальных явлений
К этиологическим мифам о явлениях социальной действительности относятся универсально распространённые мифы о происхождении смерти, получении огня, введении брачных правил, в том числе экзогамии, обрядах инициации, изобретении ремёсел, земледельческих навыков, происхождении царской власти, социально-религиозной структуры и др.
Примером такого мифа в развитой мифологии является библейский рассказ о борьбе Иакова с Богом, который объясняет сразу: этноним Израиль, топоним Пенуэл и запрет употребления в пищу «жилы, которая в составе бедра» (Быт. 32:24—32).

## Культовые мифы
Культовые мифы — особая разновидность этиологических мифов, мифы, объясняющие происхождение обряда, культового действия. Тесно связаны с теми или иными религиозно-магическими обрядами, узаконивают и сакрализируют их. В случае эзотеричности культового мифа, он может быть сильно сакрализован.